# 東急カード
東急カード株式会社（とうきゅうカード、英称: TOKYU CARD, INC.）は、東急グループに属するクレジットカード会社である。本社を東京都世田谷区用賀に置く。

## 概要
全国の東急グループ及びその沿線の関連施設で使えるポイントカード「TOKYU POINT CARD」及びクレジットカード「TOKYU CARD」の発行を行うカード会社である。
1980年代の東急グループ全体の戦略であった「3C戦略」に基づき、1983年に設立された。この「3C」とは、「Culture（Bunkamura）」 、「Cable（CATV）（東急有線テレビ。 現・イッツ・コミュニケーションズ）」、「Card（クレジット・イチマルキュウ 。現・東急カード）」の頭文字をとったもので、東急カードは東急グループのクレジットカード戦略の中核を担う。
2008年1月末の会員数は263万人（うちクレジットカード会員: 146万人）。
一般カード（クレジットカード）は他の交通事業者系のカードと比べ、「勤続（自営）3年以上、安定継続収入」、ゴールドカードは「30歳以上、勤続（自営）10年以上、年収700万円以上、持家」等、「入会条件が厳しい」とされていたが、近年緩和された。
なお、会社設立当時は一般グレードはハウスのみ、国際ブランド付きはゴールドのみという特異な発行形態であったが、1980年代後半には一般グレードの国際カードも発行するようになり、2012年10月の段階ではハウスカードが廃止され、全て国際カード化されている。

## 沿革
- 1983年（昭和58年）11月30日 - 株式会社クレジット・イチマルキュウとして設立。
- 1984年（昭和59年） - 「東急TOPカード」（とうきゅうとっぷカード）の発行開始。
- 1990年（平成2年） - 東急カード株式会社に社名変更。
- 1998年（平成10年）- 分割払いサービススタート。発行枚数が100万枚を突破。
- 1999年（平成11年）- 東急百貨店向けカードとして、「Club Q-Point TOPカード」（現・TOP& ClubQカード）の発行開始。
- 2000年（平成12年）8月10日 - 日本エアシステムとの提携カードとして、「TOP・JASマイレッジカード」の募集開始。
- 2001年（平成13年）
  - 4月 - 「ザ・パートナーズメリット/TOP インターナショナルカード」の募集開始。
  - 10月16日 - 「グランベリーモール/TOP インターナショナルカード」（現・グランベリーモール/TOP&カード）の発行開始。
- 2002年（平成14年）
  - キャッシングサービス（リボルビング払い）を開始。
  - 「倶楽部B TOPカード」（現・倶楽部B TOP&カード）の発行開始。
- 2003年（平成15年） - 「TOP ETCカード」を発行開始。
- 2004年（平成16年）4月 - 「TOP-PRIDE/TOP インターナショナルカード」（現・TOP-PRIDE/TOP&カード）の発行開始。
- 2005年（平成17年）
  - リボルビング払い（ショッピング）サービスを開始。
  - 2月 - 東急TOPカード（一般カード）の年会費を永年無料にする。
  - 5月30日 - 会員のためのインターネットサービス「TOP Net」（トップ ネット）を開設。
- 2006年（平成18年）
  - 4月1日
    - それまでのクレジットカードの「東急TOPカード」をベースに、東急グループ各社がそれぞれ実施していた各種割引優待制度を「TOKYUポイント」として統一し、「TOP&カード」（トップアンドカード）に名称変更。
    - 新たに「TOP&現金専用カード」の発行開始。
    - TOP Netを「TOP& Webサービス」（トップアンド ウェブサービス）に名称を変更。

  - 4月 - 日本航空（JAL）とのJALカード提携カードとして、「TOP& ClubQ JMBカード」の発行開始。
  - 6月2日 - 財団法人日本情報処理開発協会により、プライバシーマーク（Pマーク）の使用許諾事業者の認定を受ける。
- 2007年（平成19年）
  - 3月18日 - TOP&カードによる「PASMOオートチャージサービス」および「TOKYUポイントチャージサービス」を開始。
  - 4月 - ゴールドカード会員向け会報誌を「HAWAYU」から「Qualite」に変更。
  - 10月10日 - インターネットショッピングサイト「TOP&ネットモール」のサービスを開始。
  - 11月26日 - 株式会社クラブネッツとポイント制度（加盟店開拓等）に関する基本合意書を締結。
  - 12月16日 - TOP&カードによる「PASMOオートチャージサービス会員」を対象とした「PASMO電子マネーTOKYUポイント」サービスを開始。
- 2008年（平成20年）
  - 3月15日 - PASMO初となるクレジットカード一体型の「TOP& ClubQ JMBカード PASMO」の発行開始。
  - 4月1日 - TOP&カードによる「PASMOオートチャージサービス会員」を対象とした「乗って買ってTOKYUポイント」サービスを開始。
  - 10月31日 - ゆうちょ銀行との提携により発行されていた「東急・ゆうちょTOP&カード (ハウス/Visa/Mastercardとも)」の取り扱いを終了。同カードは使用不能となる。
  - ICクレジットカードの発行開始。
- 2009年（平成21年）
  - 3月19日 - 東急グループのフラッグシップカードとして「TOP& ClubQ JMBカード（コンフォートメンバーズ機能付）」の募集開始。
  - 7月27日 - TOP&カードの会員の子供（小学生から18歳まで）が「PASMOオートチャージ」を利用できる、「TOP&ジュニア PASMOオートチャージ」サービスの募集開始。
  - 7月30日 - 東急カードのホームページをリニューアル。
- 2010年（平成22年）
  - 3月11日 - TOP& Webサービスのデザインをリニューアル。
  - 3月21日 - 携帯電話向けサービスのTOP&モバイルクラブをリニューアルし、「TOKYUモバイル」開始。
- 2011年（平成23年）7月31日 - 年会費無料の一般カード及びTOP& ClubQカード（年会費525円）の新規申し込みを終了。
- 2012年（平成24年）2月29日 - 東急ストア・プレッセでの支払い時、現金専用カードと他社クレジットカードを組み合わせての支払い方法におけるTOKYUポイント付与を終了（エコポイントは付与可）。
- 2014年（平成26年）
  - 9月19日 - プラザプラス/TOP&カードのWeb入会申し込みを終了。これにより、東急カード発行のTOP&カードにおいて年会費無料のクレジットカード新規発行が事実上廃止となる。
  - 10月1日 - それまでTOKYUポイント対象外であった東急プラザ表参道原宿店においてもTOKYUポイント付与対象となる（一部テナントを除く）。また、同日から東急プラザ各店において、TOP& ClubQ JMBカードの利用で、プラザプラス/TOP&カードと同様に税込100円で3ポイント貯まるようになる。
- 2015年（平成27年）
  - 7月22日 - 「TOP&現金専用カード」に代わり、「TOKYU POINT CARD（東急ポイントカード）」の発行開始。
  - 7月22日 - クレジットカード「TOP&カード」の名称を「TOKYU CARD」に変更、券面・ロゴマークのデザインリニューアル。
  - 9月30日 - プラザプラス/TOP&カードの取り扱いを終了し、同カードはクレジットカードとしての機能を含め、全てのサービスが使用不能となる予定。これに伴い、プラザプラス/TOP&カード利用者向けにTOP& ClubQ JMBカードへの切り替えキャンペーンを実施。

- 2019年（平成31年／令和元年）
  - 4月1日 - 東急ストア・プレッセでの支払い時、現金専用カード、TOKYU POINT CARDと他社クレジットカードを組み合わせての支払い方法におけるTOKYUポイント付与を再開。

## 種類

### 現金ポイントカード
- TOKYU POINT CARD - TOKYUポイント加盟店での利用額に応じてポイントが加算されるポイントカードである。TOKYU CARDおよびTOKYU POINT CARDとのポイントの合算、及びTOKYU POINT CARDを提示してTOKYU CARDでの支払いはできない。
  - なお、2012年2月29日から2019年3月31日までは、TOKYU POINT CARDを提示して他社クレジットカードで支払った場合にはTOKYUポイントが付与されていなかった。

### TOKYU CARD
東急のハウスブランドに加え、国際ブランドとして三菱UFJニコスのライセンスによるMasterCard（及びDCブランド）、又は三井住友カードのライセンスによるVISAを付加したクレジットカードが存在する。コンフォートメンバーズ機能付きのものは、国際ブランドはMastercardのみとなり、それ以外はMasterCard/VISAから選択可能。2014年4月以降に発行されたカードについては、新たに「東急ベル」のマークが追加された（Mastercardは従来のDCマークを東急ベルマークに置き換え）。以下のカードは、東急ストア・プレッセにおいてクレジット決済すると税抜き100円毎に1ポイント、請求時に貯まるクレジットポイントとして更に1ポイント加算され、結果的に税抜200円毎に3ポイント付与される（一部商品及び現金・PASMO決済を除く）。2015年までは「TOP&カード」の名称で発行されていた。
- TOKYU CARD ClubQ JMB - 「東急百貨店特典（ClubQ特典）」と日本航空の「JAL ICサービス機能」「JMB特典」が付加されたもの。
- TOKYU CARD ClubQ JMB ゴールド - 上記カードのゴールドカード。
- TOKYU CARD ClubQ JMB PASMO - TOKYU CARD ClubQ JMBカードに「PASMO機能」が付加されたもの。さらに、裏面には印字面があり、定期券としての利用が可能。
- TOKYU CARD ClubQ JMB（コンフォートメンバーズ機能付き） - TOP& ClubQ JMBカードに東急ホテルズのコンフォートメンバーズ機能」が付加されたもの。コンフォートメンバーズポイントをTOKYUポイントに交換できる。
- TOKYU CARD ClubQ JMB ゴールド（コンフォートメンバーズ機能付き） - 上記カードのゴールドカード。
- TOKYU CARD ClubQ JMB PASMO（コンフォートメンバーズ機能付き） - 「TOP& ClubQ JMBカード PASMO」に東急ホテルズの「コンフォートメンバーズ機能」が付加されたもの。
- TOKYU CARD ビジネス ゴールド - ポイント付与率は0.5％。

#### TOKYUポイント提携カード
他のカード会社が発行するクレジットカードに、TOKYUポイント機能等が付加されたものである。東急カードが発行しているカードではないため、各種キャンペーンの対象外となる場合がある。
- JALカード TOKYU POINT ClubQ - JALカードに「TOKYUポイント機能」と、「東急百貨店特典（ClubQ特典）」が付加されたもの。PASMOオートチャージに対応。TOKYUポイント加盟店でクレジットカードで支払いをすると、ショッピングマイルとTOKYUポイントの両方が加算される（一部のポイント加盟店を除く）。
- スーパーICカード TOKYU POINT PASMO「三菱UFJ-VISA」 - 三菱UFJ銀行が三菱UFJニコスに業務委託し発行している「スーパーICカード」に「TOKYUポイント機能」が付加され、Edyの代わりにPASMO機能が付加されたもの。なお、定期券としての利用はできない。
- ANA TOKYU POINT ClubQ PASMO マスターカード - 三井住友カードが発行し、東急電鉄、ANAカードの提携により2014年2月から登場。カード裏面には印字面があり、定期券としての利用も可能である。ANAマイルとTOKYUポイントが同時に付与され、相互交換も可能である。

### その他
- TOKYU CARDにETC支払に対応した子カード「ETC専用カード」を無料で追加発行することができる。ただし、現金ポイントカード、提携カードの場合は申し込みできない。
- 本会員と同居の家族（高校生除く）が申し込むことができる「家族カード」を発行している。
- 株式会社パスモが発行するICカード乗車券PASMOのオートチャージに対応している。（「TOKYU POINT CARD」は除く）

### 過去に発行していたクレジットカード
プロパーカード
- TOP&カード インターナショナル
  - 年会費無料の一般カードであり、国際ブランドはVISA/Master Cardのどちらかから選べることができる。東急百貨店でのクレジット利用で、利用金額の0.5%分のTOKYUポイントが加算される。2011年7月31日をもって新規会員募集を終了した。
- TOP& PASMOカード
- TOP& ゴールドカード
- 東急TOPカード - ゴールドカード、インターナショナルカード、ホワイトカード（ハウスカード）

東急百貨店向けカード
- 東急センチュリーカード - プラチナカード、ゴールドプラスカード、ゴールドカード
- Club Q-Point TOPカード - ゴールドカード、インターナショナルカード、ホワイトカード（ハウスカード）

#### 東急グループ提携カード
「TOP&カード」に東急グループ各社ごとの会員機能・特典が付加されたもの。
- Bunkamuraチケットメイト/TOP&カード - Bunkamura（東急文化村）のハウスカード。Bunkamuraのオーチャードホール、シアターコクーンのチケットの先行予約ができるほか、Bunkamuraの情報誌「Bunkamura magazine」の郵送サービス（有料）が受けられる。VISAのみ。2013年1月31日をもって新規会員募集を停止し、同年10月31日をもってクレジットカードとしての利用を含めた全てのサービスを終了。
- TOKYU PLAZA CARD プラザプラス/TOP&カード - 東急プラザ（東急不動産）のハウスカード。東急プラザ各店において、他のTOP&カードでは100円（税込）で1ポイントのところ、このカードは3ポイント貯まるが、2014年10月1日からはTOP& ClubQ JMBカードにおいても税込100円で3ポイント貯まるようになったため、差異は年会費の有無のみである。東急プラザ各店でのポイント加算が受けられる。MasterCardのみ。なお、2014年9月19日をもってWeb新規入会申し込みを終了し、2015年9月30日をもってサービスそのものを終了。
- グランベリーモール/TOP&カード - グランベリーモール（東急モールズデベロップメント）のハウスカード。グランベリーモール内の店舗でのクレジット利用でTOKYUポイントが上積み加算されるほか、グランベリーモールでの各種優待が受けられる。MasterCard/VISA選択可能。なお、2012年2月を以って発行受付は終了。
- グランベリーモール/TOP&ゴールドカード - 上記のゴールドカード。

提携カード（括弧内は提携会社名）
- TOP・JASマイレッジカード（日本エアシステム） - ゴールドカード、インターナショナルカード、ホワイトカード（ハウスカード）
- ザ・パートナーズメリット/TOP&カード（東急コミュニティー）
- Bunkamura Member's/TOP&カード（東急文化村）
- 東急ハーヴェストクラブ/TOP&カード（東急リゾートサービス）
- 東急・ゆうちょ/TOP&カード（ゆうちょ銀行）
- ウェルカムメンバーズTOPカード（東急ホテルチェーン） ゴールドカード、インターナショナルカード、ホワイトカード（ハウスカード）
- コンフォートメンバーズ/TOPカード（東急ホテルズ） - ゴールドカード、インターナショナルカード、ホワイトカード（ハウスカード）
- コンフォートメンバーズ/TOP&カード（東急ホテルズ） - ゴールドカード、普通カード

## 特典
- 旅行代金の事前決算時に旅行傷害保険が付与される。
- 東急グループの各施設で割引サービスが受けられる。クレジット決済時に割引となるケースと、カード呈示に割引となるケースがある。また、その他の「TOKYU CARD提示割引加盟店・割引加盟施設」で所定の割引になる。
- 各カードのうちゴールドカードでは「旅行保険の補償額の増額」や「エアポートラウンジサービス」（空港ラウンジを無料で利用できるサービス）が受けられる。また、ショッピングプロテクト機能（購入した物品が盗難・破損等により損害を受けた場合に修理費用もしくは、再購入費用を補償）や専用会員誌の送付、ポイントの優遇・優待割引がある。
- 東急百貨店では「現金支払い時のポイント加算」「ベースポイントのアップ加算」「アップポイント売り出し」「サービスパスポート」などのサービスが、東急ストアでは「ポイントアップ」「ボーナスポイント加算」のサービスが受けられる。
- 会員向けのインターネットサービスがあり、支払い金額・利用代金明細の照会、リボ払い・分割払いの内容照会・変更、その他各種手続きが可能。
- 東急ストア、プレッセ、東急百貨店内の食品売場などでの会計時にクレジット払いをサインレスで利用できる。
- 東急線では定期券売り場のほか、各駅の券売機で東急線の電車定期券を購入できる。また、東急バスの定期券は定期券売り場で購入できる。

## TOKYUポイント
「TOKYUポイント」（とうきゅうポイント）は東急カードが主導し、東急グループ共通で実施しているポイントサービス。ポイント加盟店でのTOKYU CARDでのクレジット利用金額、またはTOKYU POINT CARDを提示した際の利用金額に応じてポイントが加算される。カードの種類やポイント加盟店によって、加算されるポイント数は異なる。
TOKYUポイント加盟店は東急グループの商業施設・宿泊施設等全般ならびに東急電鉄（東急線）各駅構内の駅売店やPASMO対応自動販売機および駅ビル・駅ナカの主要テナントが大半。グループ外の出光・ENEOSのガソリンスタンドでの給油や、アート引越センター・ダック引越センターでの引っ越しでもポイントが付与される。ポイントの加算方法は「TOKYU CARDでのクレジットカード払い」および「TOKYU POINT CARDを掲示しての支払い」が基本だが、東急ストアなどの一部店舗においては「TOKYU CARDを提示しての現金払い」でポイントが加算されるケースもある。
例えば、東急ストアで買い物をする際、会計時にクレジットカード機能付きTOKYU CARDを提示し、クレジット・ポイント利用・現金・PASMOいずれの支払いも全て可能である。各種TOKYU CARD ClubQ JMBカードでクレジットカード決済（現金・ポイント・商品券との併用時を含む）をすると税抜200円毎に3ポイント加算される。ただし、現金やPASMOなどクレジット以外での支払いの場合は、税抜200円毎に1ポイントのみの加算となる。PASMOの「TOKYU CARDでのオートチャージ時」にも100円毎に1ポイント加算され、毎年初回の定期券購入時において100円毎に3ポイント貯まる。また、「PASMO電子マネーTOKYUポイント加盟店」などでのPASMO電子マネー利用時にもポイントが加算される。
たまったポイントは、店舗により「1ポイント=1円」として直接使用出来るケースと「TOKYU ポイントステーション」で「お買い物券」に引き換えて使用するケースがある。また、東急線の各駅に設置されている券売機を利用して、10ポイント単位でPASMOに手数料無料でチャージすることができるほか、JALマイレージバンクとの間でマイルとポイントの相互移行が可能。
鉄道会社系ならではのサービスとして、TOP&カードで設定したオートチャージサービス機能付きPASMOで東急線や東急バスに乗った同日中にTOKYUポイント加盟店にてTOP&カード払いで買い物すると、ボーナスポイントが付与される「乗って買ってTOKYUポイント」を行っていたが2013年1月31日をもって終了した。
有効期限はポイントが加算された年の翌々年の12月末日まで。
詳細については公式サイトを参照のこと。

## 加盟する信用情報機関
- 株式会社シー・アイ・シー（CIC）
- 株式会社日本信用情報機構（JICC）